# Líchovy
Líchovy jsou vesnice, část obce Dublovice v okrese Příbram ve Středočeském kraji. Nachází se asi 2,5 kilometru západně od Dublovic. Vesnicí protéká Líchovský potok. Vesnicí prochází silnice I/18. Je zde evidováno 162 adres. V roce 2011 zde trvale žilo 144 obyvatel.
Líchovy jsou také název katastrálního území o rozloze 5,91 km².

## Historie
První písemná zmínka o vesnici pochází z roku 1352.
Za druhé světové války se ves stala součástí vojenského cvičiště Zbraní SS Benešov a její obyvatelé se museli 31. října 1943 vystěhovat.

## Obyvatelstvo
| Rok            | 1869 | 1880 | 1890 | 1900 | 1910 | 1921 | 1930 | 1950 | 1961 | 1970 | 1980 | 1991 | 2001 | 2011 | 2021 |
| -------------- | ---- | ---- | ---- | ---- | ---- | ---- | ---- | ---- | ---- | ---- | ---- | ---- | ---- | ---- | ---- |
| Počet obyvatel | 267  | 291  | 300  | 266  | 291  | 288  | 295  | 203  | 169  | 159  | 167  | 146  | 139  | 144  | 111  |
| Počet domů     | 35   | 40   | 46   | 47   | 49   | 54   | 57   | 58   | 48   | 45   | 49   | 57   | 59   | 63   | 61   |

## Obecní správa
Při sčítání lidu v letech 1850–1975 Líchovy byly samostatnou obcí, k níž patřila i osada Bučily, se kterým patřily nejprve do okresu Sedlčany, ale od roku 1960 v okrese Příbram. Od 1. ledna 1976 jsou částí obce Dublovice v okrese Příbram. Osada Zvírotice se roku 1950 oddělila jako samostatná nová obec.

## Galerie

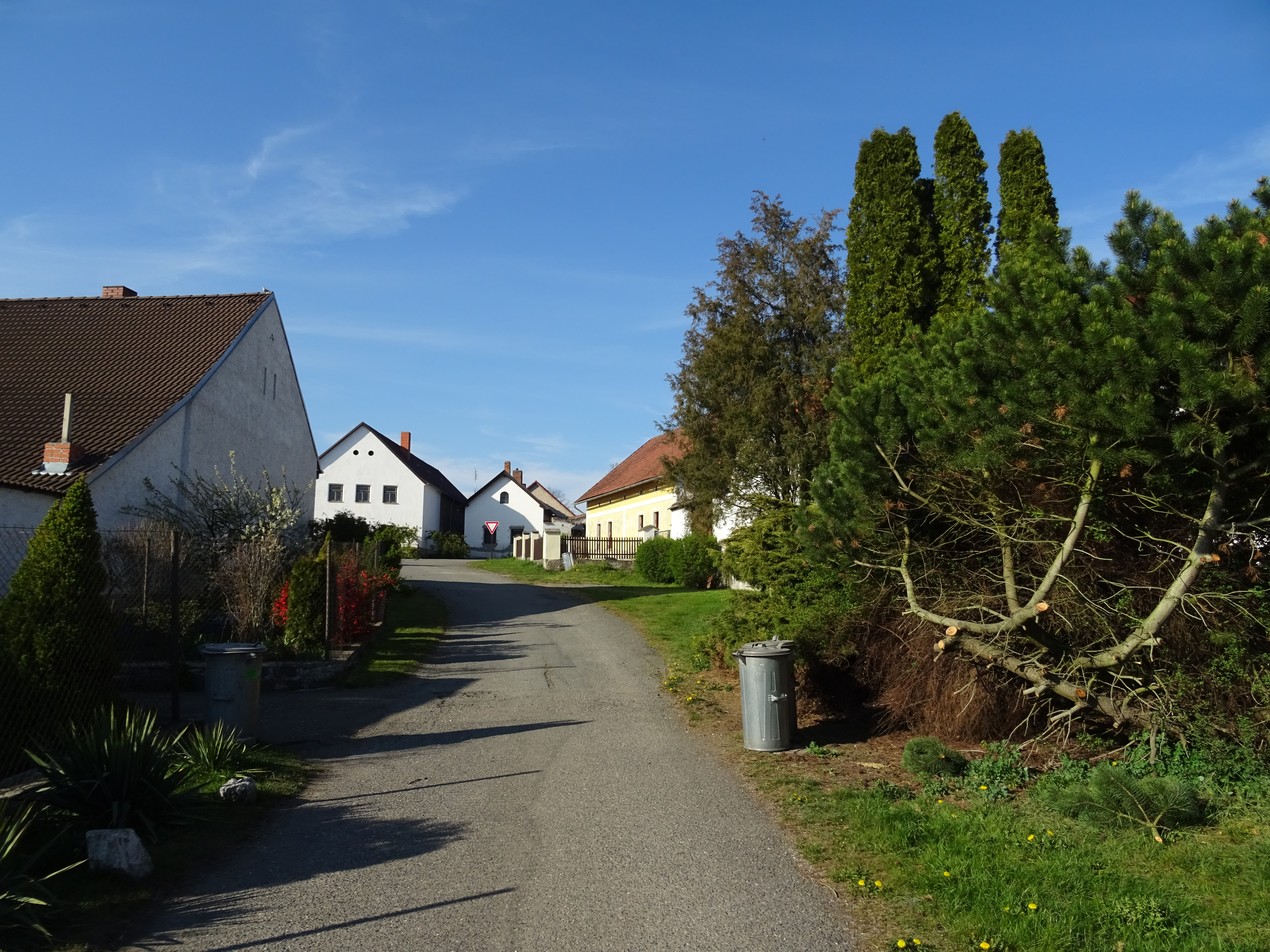
Ulice
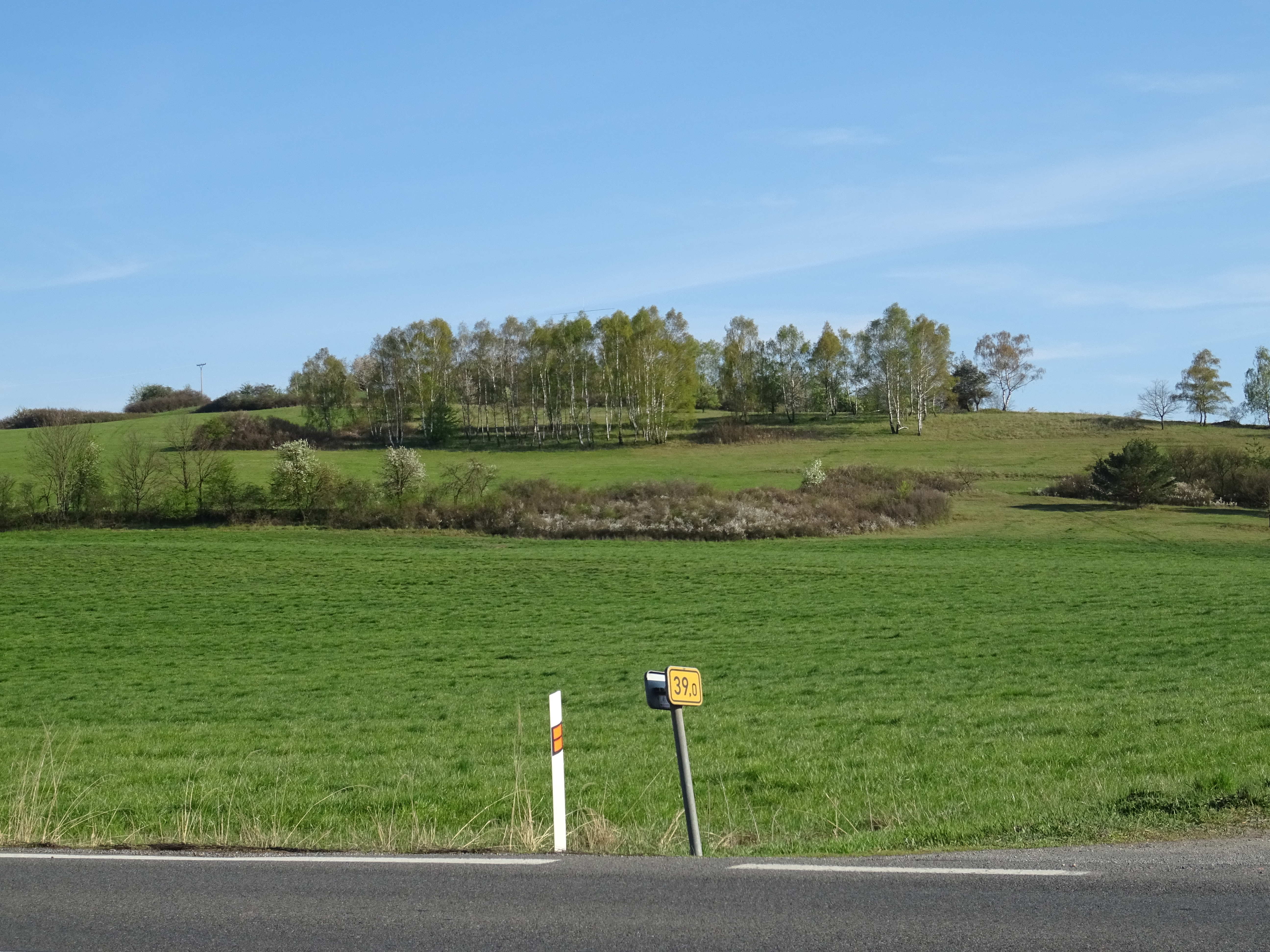
Okolní krajina
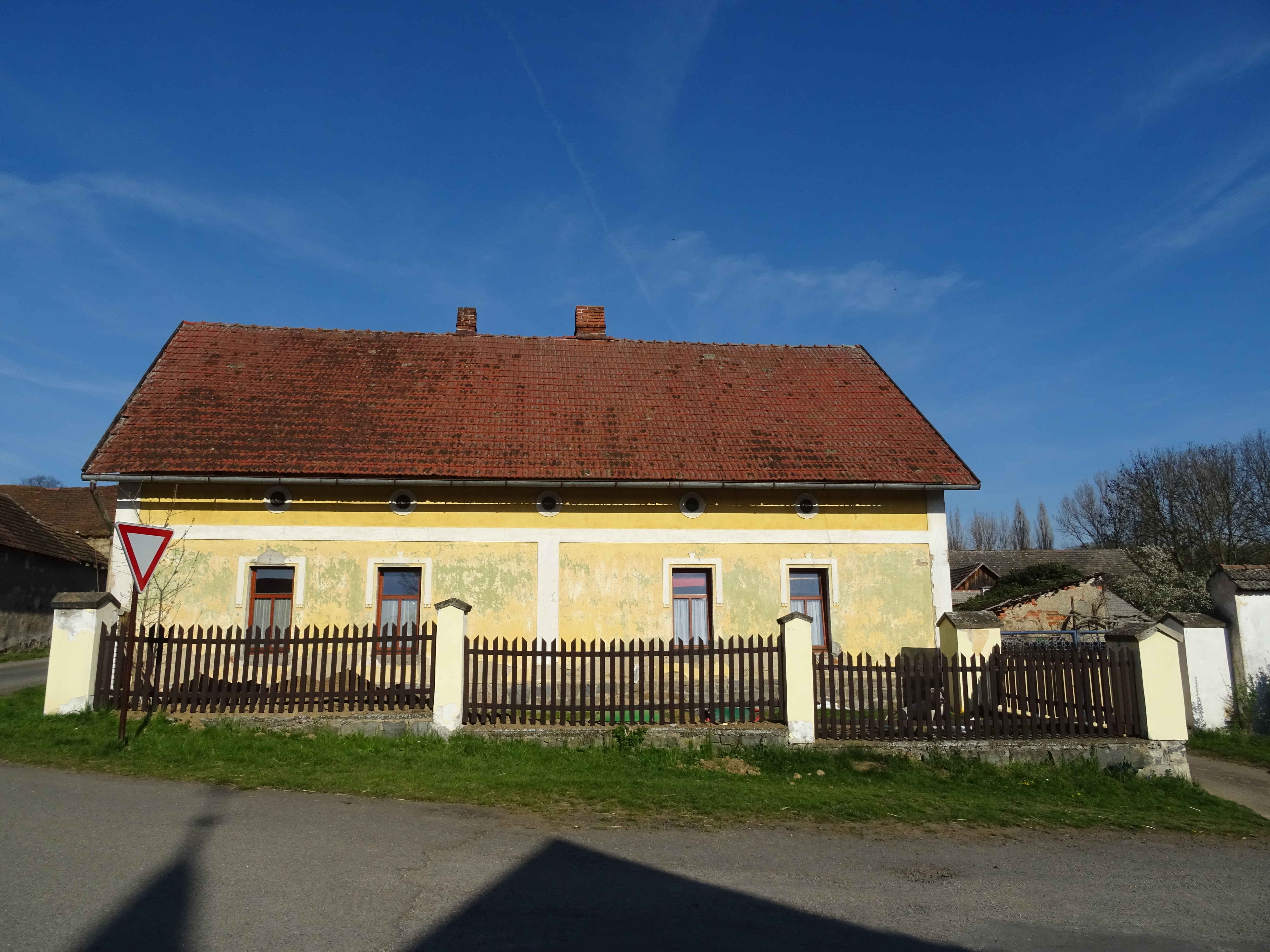
Dům
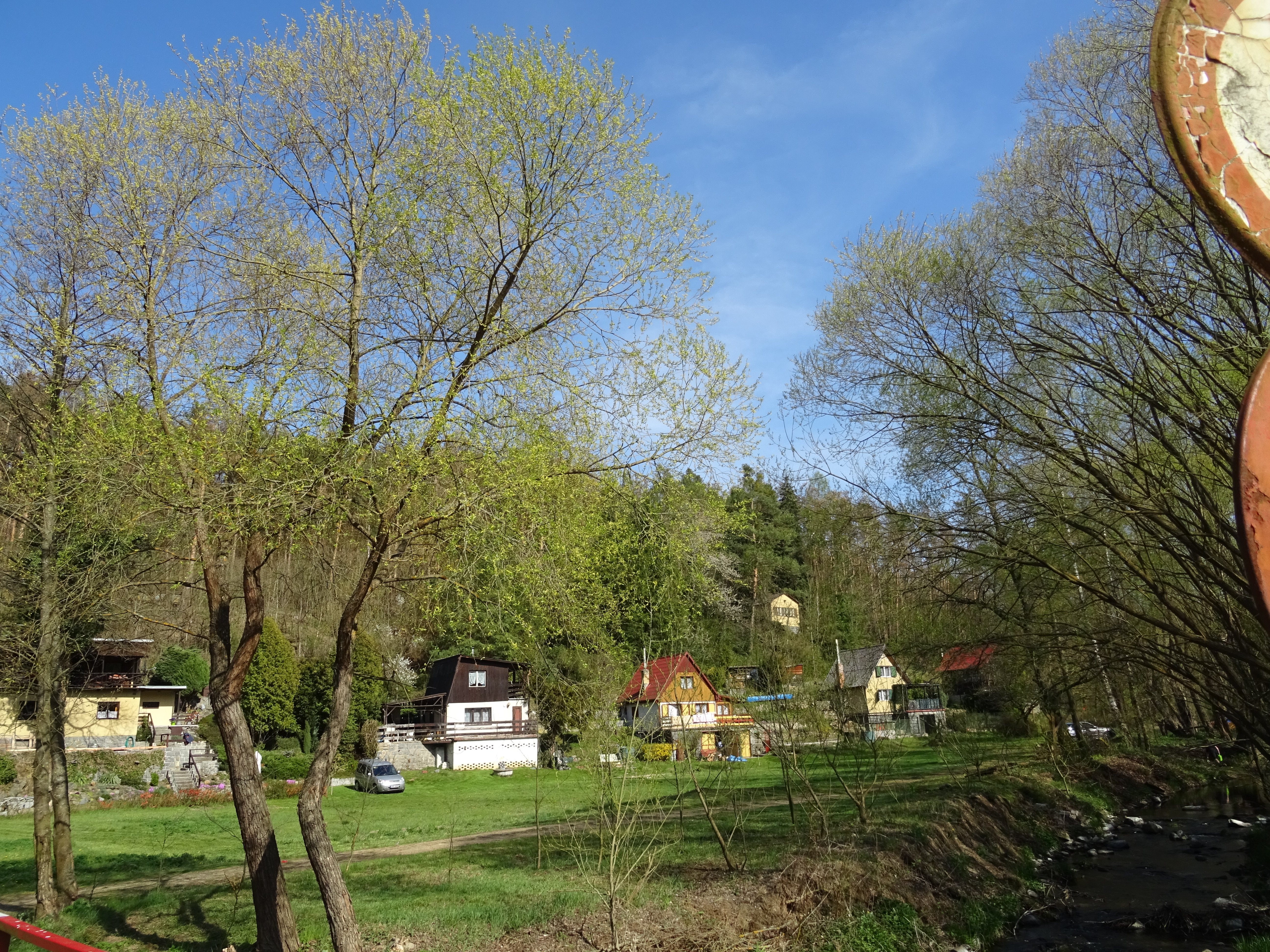
Chatová osada u Brziny